# Chanaz
Chanaz (prononcée [ ʃɑnɑ]) est une commune française située dans le département de la Savoie, en région Auvergne-Rhône-Alpes.
La commune est surnommée la Petite Venise savoyarde en raison de la présence du canal de Savières. Avec son moulin, sa maison forte, son musée gallo-romain, elle est labellisée Petite Cité de caractère. Sa situation le long de la route cyclable ViaRhôna est un autre atout touristique. 

## Géographie

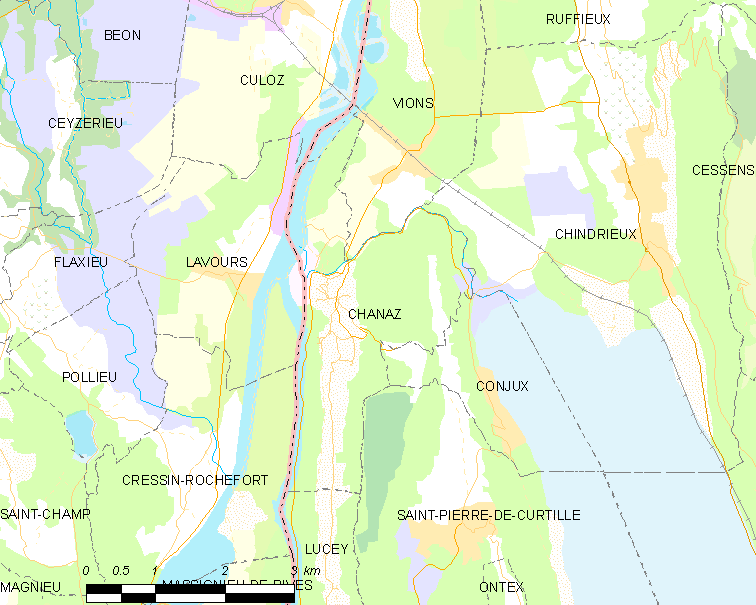
Plan du territoire de Chanaz.

Chanaz se trouve à l'extrémité nord de la chaîne de l'Épine, à une altitude moyenne de 250 mètres. Le village borde le canal de Savières reliant le lac du Bourget au Rhône, pratiquement à l'embouchure du canal côté Rhône. La commune comprend aussi un hameau du nom de Portout qui se trouve à trois kilomètres du village, près de l'autre bout du canal de Savières.

### Climat
Pour des articles plus généraux, voir Climat d'Auvergne-Rhône-Alpes et Climat de la Savoie.
En 2010, le climat de la commune est de type climat des marges montargnardes, selon une étude du Centre national de la recherche scientifique s'appuyant sur une série de données couvrant la période 1971-2000. En 2020, Météo-France publie une typologie des climats de la France métropolitaine dans laquelle la commune est exposée à un climat de montagne ou de marges de montagne et est dans la région climatique Alpes du nord, caractérisée par une pluviométrie annuelle de 1 200 à 1 500 mm, irrégulièrement répartie en été.
Pour la période 1971-2000, la température annuelle moyenne est de 10,9 °C, avec une amplitude thermique annuelle de 18,1 °C. Le cumul annuel moyen de précipitations est de 1 348 mm, avec 11 jours de précipitations en janvier et 8,3 jours en juillet. Pour la période 1991-2020, la température moyenne annuelle observée sur la station météorologique de Météo-France la plus proche, « Belley Man », sur la commune de Belley à 10 km à vol d'oiseau, est de 12,1 °C et le cumul annuel moyen de précipitations est de 1 099,8 mm,. Pour l'avenir, les paramètres climatiques de la commune estimés pour 2050 selon différents scénarios d'émission de gaz à effet de serre sont consultables sur un site dédié publié par Météo-France en novembre 2022.

### Voies de communication et transports

#### Pistes cyclables
Chanaz est située le long de la route cyclable ViaRhôna reliant le Léman à la mer Méditerranée.

#### Transport ferroviaire
Chanaz n'est traversée par aucune ligne ferroviaire mais la ligne de Culoz à Modane (frontière) passe par la commune limitrophe de Vions, où se situe la gare de Vions - Chanaz, située à environ 2 km au nord de Chanaz.

## Urbanisme

### Typologie
Au 1er janvier 2024, Chanaz est catégorisée commune rurale à habitat dispersé, selon la nouvelle grille communale de densité à sept niveaux définie par l'Insee en 2022.
Elle est située hors unité urbaine et hors attraction des villes,.

### Occupation des sols
L'occupation des sols de la commune, telle qu'elle ressort de la base de données européenne d’occupation biophysique des sols Corine Land Cover (CLC), est marquée par l'importance des forêts et milieux semi-naturels (59,2 % en 2018), en diminution par rapport à 1990 (61,1 %). La répartition détaillée en 2018 est la suivante : 
forêts (59,2 %), zones agricoles hétérogènes (20,4 %), eaux continentales (8,9 %), terres arables (5,5 %), prairies (3,3 %), espaces verts artificialisés, non agricoles (1,5 %), zones humides intérieures (1,1 %).
L'IGN met par ailleurs à disposition un outil en ligne permettant de comparer l’évolution dans le temps de l’occupation des sols de la commune (ou de territoires à des échelles différentes). Plusieurs époques sont accessibles sous forme de cartes ou photos aériennes : la carte de Cassini (XVIIIe siècle), la carte d'état-major (1820-1866) et la période actuelle (1950 à aujourd'hui).

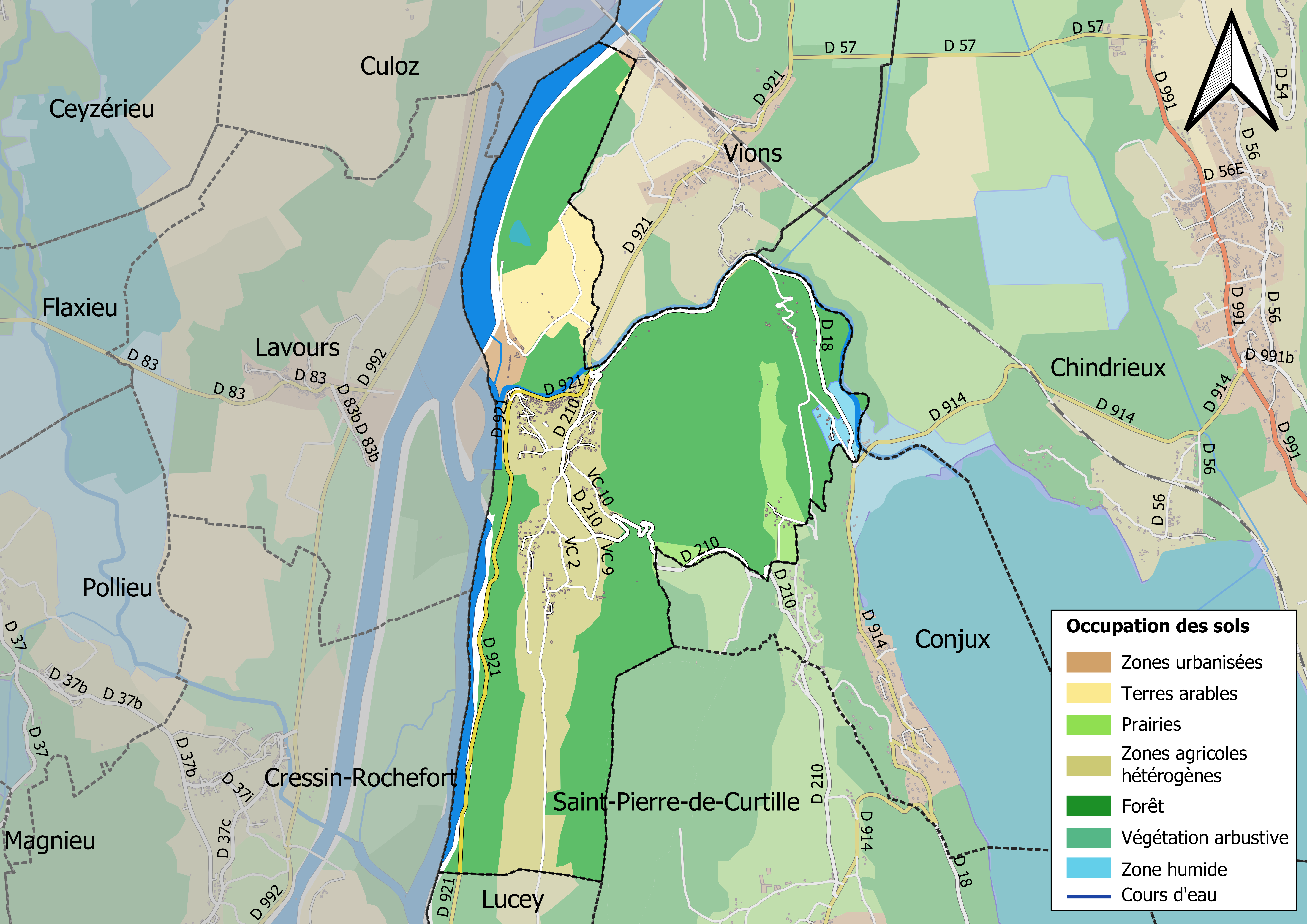
Carte des infrastructures et de l'occupation des sols en 2018 (CLC) de la commune.
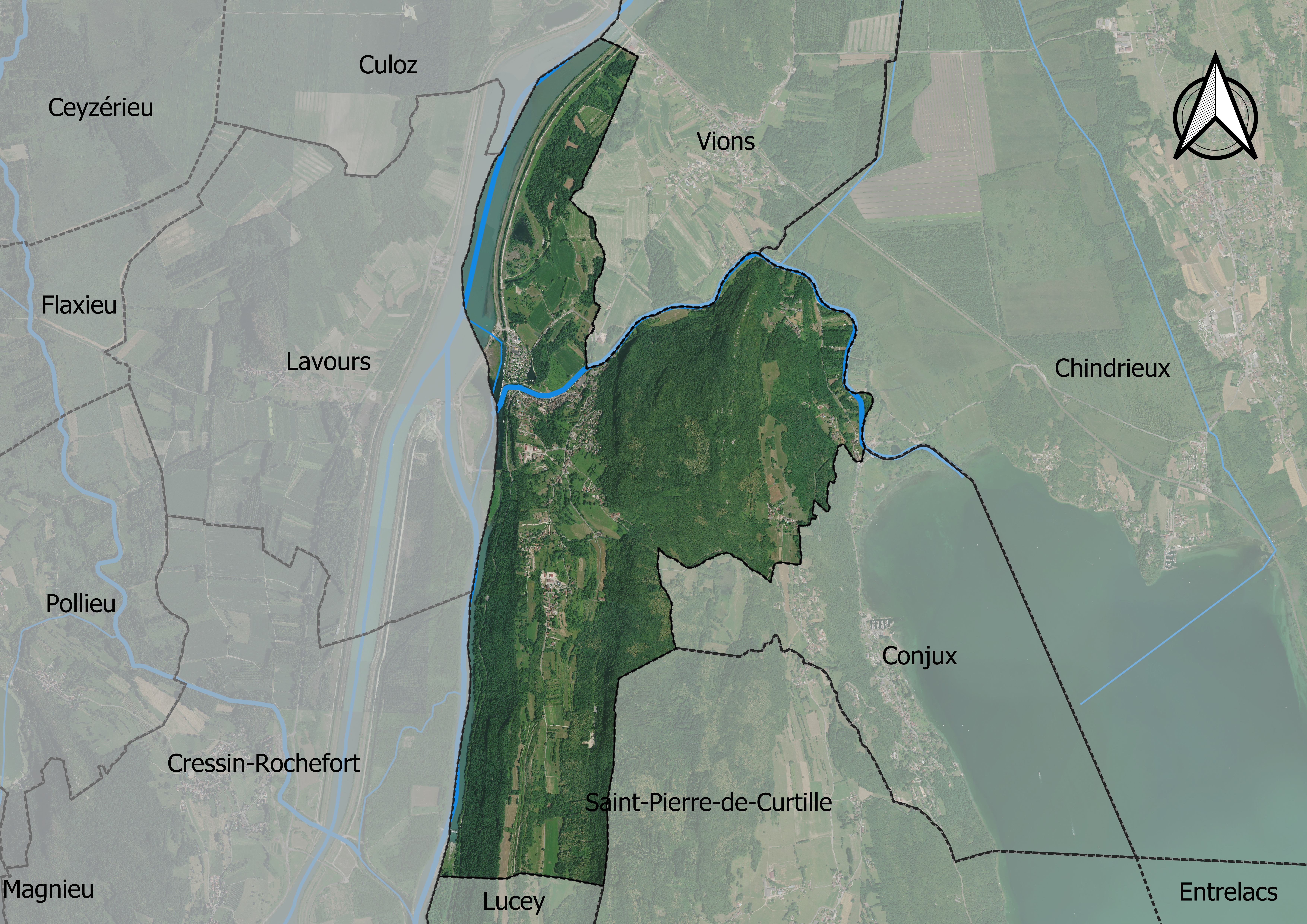
Carte orthophotogrammétrique de la commune.

## Toponymie
Chanaz a pour formes anciennes Chanassum (1259), Channas (1272), Apud Chanas, Cura de Chagnaz (vers 1344) ou encore Castellanus Channaci (1433),. Le chanoine Gros ajoute que « Les citations ci-dessus sont de simples formes romanes ou des latinisations plus ou moins maladroites. Elles ne nous apprennent rien sur l'étymologie de Chanaz ». Il lui semble plus probable que le nom soit un ancien Cassanate.
Cassanate tout comme Chanaz est issu du gaulois casnos/cassanos, avec le suffixe collectif patois -az, désignant un lieu où les chênes sont abondants,. Le z final ne sert qu'à marquer le paroxytonisme et ne doit pas être prononcé.
En francoprovençal, le nom de la commune s'écrit Shânâ, selon la graphie de Conflans.

## Histoire

### Période antique
De tout temps Chanaz a été un lieu de passage, dès le Ier siècle av. J.-C. le village était traversé par une voie romaine.
En 58 av. J.-C., passage de Jules César.

### Moyen Âge
Le 30 novembre 1244, passage du pape Innocent IV accompagné de douze cardinaux, pour aller présider le concile de Lyon.
Le 5 novembre 1391, passage du cortège funèbre du comte rouge Amédée VII de Savoie, sur le canal de Savières en direction de l'abbaye de Hautecombe.
En décembre 1391, passage sur le canal de Savières du nouveau comte Amédée VIII de Savoie en direction de l'abbaye de Hautecombe.
Le 8 septembre 1494, Claude de Mareste, fils du seigneur du château de Culoz, épousait Jeanne de Luyrieu, fille de feu Christophe de Luyrieu, seigneur du Villard, qui lui apportait en dot de nombreux biens de Chanaz et d'Yenne, exceptant le fief du Villard, réservé.

### Époque moderne
En 1598, le cardinal légat du pape Alex de Médicis, arrêté par l'épidémie de peste de la vallée du Rhône, séjourne à Chanaz en attente de la visite du duc de Savoie Charles Emmanuel Ier de Savoie.
Lors du traité de Lyon le 17 janvier 1601 qui vit le transfert du Bugey, du pays de Gex de La Bresse et du Valromey de la Savoie à la France, Chanaz fut accordé à la France comme tête de pont sur la rive gauche du Rhône. Le traité de Turin, ou traité des limites, du 24 mars 1760 vit la frontière reportée sur le fleuve.
En août 1775, le roi Victor-Amédée III de Sardaigne, vient visiter les digues. La même année, le comte de Provence, le futur Louis XVIII de France, fait escale à Chanaz.

#### Châtellenie de Chanaz
Chanaz est le siège d'une châtellenie, dit aussi mandement (mandamentum), avant 1289 (année de mention d'un châtelain). Elle est l'une des six châtellenies du bailliage de Novalaise. Elle est associée, dans le bailliage du Bugey, avec celle d'Yenne, créée vers 1310 et Rochefort, en 1295.
Les comptes de châtellenie, conservés aux archives départementales de la Savoie, concernent Chanaz ainsi que la châtellenie de Yenne pour la période de 1296 à 1571. Par ailleurs, une partie des comptes de Chanaz, Yenne et Rochefort se trouvent aux archives départementales de la Côte-d'Or (comprenant trente et un rouleaux de 1295 à 1442, ainsi que neuf registres de 1458 à 1533).
Dans l'organisation du comté de Savoie, le châtelain est un « [officier], nommé pour une durée définie, révocable et amovible »,, qui « depuis les débuts de la résidence, est toujours allé à un fidèle ». Il est chargé de la gestion de la châtellenie, il perçoit les revenus fiscaux du domaine, et il s'occupe également de l'entretien du château. Son rôle est donc multiple (judiciaire, financier et militaire).
Le châtelain est parfois aidé par un receveur des comptes, qui rédige « au net [...] le rapport annuellement rendu par le châtelain ou son lieutenant ».

### Période contemporaine
Le 20 août 1857, passage sur le canal de Savières du prince Napoléon et de sa suite.

## Politique et administration

### Liste des maires
Liste de l'ensemble des maires qui se sont succédé à la mairie de Chanaz :
| Période                                  | Période                    | Identité         | Étiquette | Qualité |
| ---------------------------------------- | -------------------------- | ---------------- | --------- | ------- |
| Les données manquantes sont à compléter. |                            |                  |           |         |
| 1965                                     | 1977                       | Antoine Gianetto | DVG       | ...     |
| 1977                                     | En cours (au 25 mars 2023) | Yves Husson      | DVG       |         |

## Population et société
Les habitants de la commune sont appelés les Chanaziens.

### Démographie
L'évolution du nombre d'habitants est connue à travers les recensements de la population effectués dans la commune depuis 1793. Pour les communes de moins de 10 000 habitants, une enquête de recensement portant sur toute la population est réalisée tous les cinq ans, les populations de référence des années intermédiaires étant quant à elles estimées par interpolation ou extrapolation. Pour la commune, le premier recensement exhaustif entrant dans le cadre du nouveau dispositif a été réalisé en 2005.

En 2022, la commune comptait 551 habitants, en évolution de +8,04 % par rapport à 2016 (Savoie : +3,63 %, France hors Mayotte : +2,11 %).
| 1793 | 1800 | 1806 | 1822 | 1838 | 1848 | 1858 | 1861 | 1866 |
| ---- | ---- | ---- | ---- | ---- | ---- | ---- | ---- | ---- |
| 488  | 379  | 596  | 644  | 698  | 822  | 782  | 677  | 697  |

| 1872 | 1876 | 1881 | 1886 | 1891 | 1896 | 1901 | 1906 | 1911 |
| ---- | ---- | ---- | ---- | ---- | ---- | ---- | ---- | ---- |
| 680  | 693  | 689  | 693  | 647  | 636  | 592  | 576  | 528  |

| 1921 | 1926 | 1931 | 1936 | 1946 | 1954 | 1962 | 1968 | 1975 |
| ---- | ---- | ---- | ---- | ---- | ---- | ---- | ---- | ---- |
| 596  | 595  | 525  | 481  | 411  | 374  | 269  | 263  | 276  |

| 1982 | 1990 | 1999 | 2005 | 2006 | 2010 | 2015 | 2020 | 2022 |
| ---- | ---- | ---- | ---- | ---- | ---- | ---- | ---- | ---- |
| 323  | 416  | 442  | 477  | 483  | 513  | 507  | 547  | 551  |

### Enseignement
Chanaz relève de l'académie de Grenoble. Celle-ci évolue sous la supervision de l'inspection départementale de l'Éducation nationale.

### Manifestations culturelles et festivités
- Chaque année depuis 2011, Parade vénitienne, le dernier week-end du mois de juin.
- Tous les ans, Journées du Patrimoine avec visite guidée de la Maison de Boigne, inscrite à la liste supplémentaire des monuments historiques, avec en 2018 un hommage particulier au Moulin à huile (150 ans), centenaire de l'armistice 1918, exposition sur "Jadis le Canal de Savière" ainsi qu'une sur le Rhône avec le concours de la CNR, chants populaires savoyards et chansons de rues, expositions de poteries anciennes et récentes au musée gallo-romain et animations d'archéologie.
- Tous les deux ans (impairs), Festival des Orgues de Barbarie.
- Le week-end de Pâques, la "Ruée vers l'œuf", grande chasse gourmande dans les ruelles médiévales[35].
- Au mois de mai, la Course de Côte Moto (46e édition, en 2017), organisée par la commission d'animation de Chanaz et inscrite aux Championnats de France de la montagne et aux Championnats de France de motos anciennes[36].
- Le Marché de Noël des producteurs, organisé chaque année sur un week-end (aux environs du 10-15 décembre) par l'association des commerçants "Made in Chanaz".
- Depuis 2025, la commune organise le Taptatome Savoie Festival en Juin, une manifestation culturelle familiale réunissant concerts, spectacles de théâtre et de cirque, jeux pour enfants, expositions historiques et artistiques... La première édition, qui a eu lieu les 7 et 8 Juin 2025; a réuni 2000 festivaliers.[réf. nécessaire]

### Sports
La commune de Chanaz possède une équipe de football : Entente Sportive de Chanaz, créée en 1984 et dont les couleurs sont le jaune et le noir. L'équipe fanion évolue en promotion d'excellence de Savoie et se maintient honorablement à ce niveau qu'elle a atteint pour la première fois de son histoire en 2008.

### Médias
- Télévision locale : TV8 Mont-Blanc.
- Radio locale : Radio Grand Lac 92.1 FM.

## Culture locale et patrimoine
La commune possède le label Petite Cité de caractère décernée par l'association des Petites Cités de caractère de France en 2019.

### Lieux et monuments
- Canal de Savières et le port de plaisance.

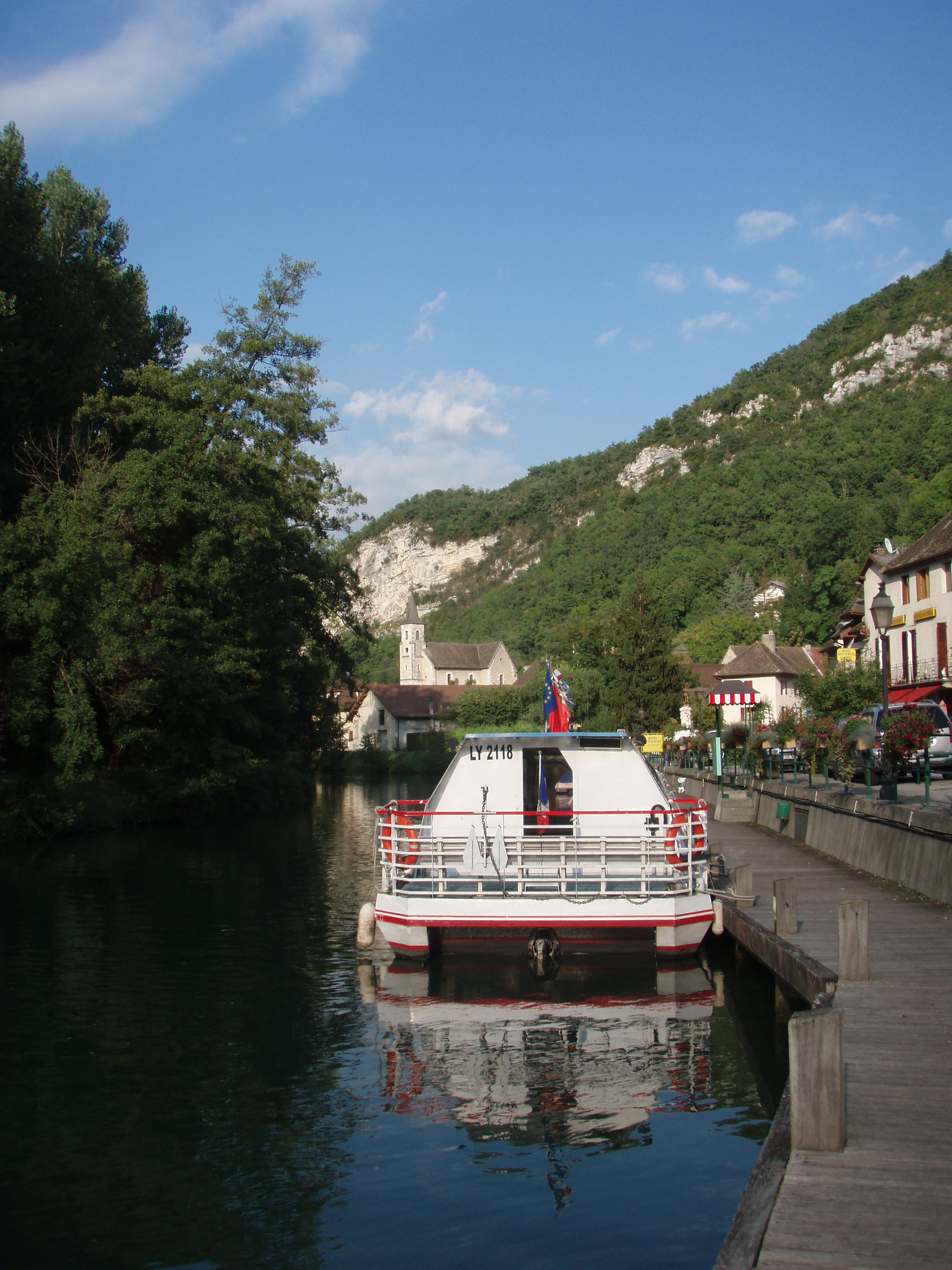
Le canal de Savières (Chanaz, Savoie), reliant le lac du Bourget au Rhône.

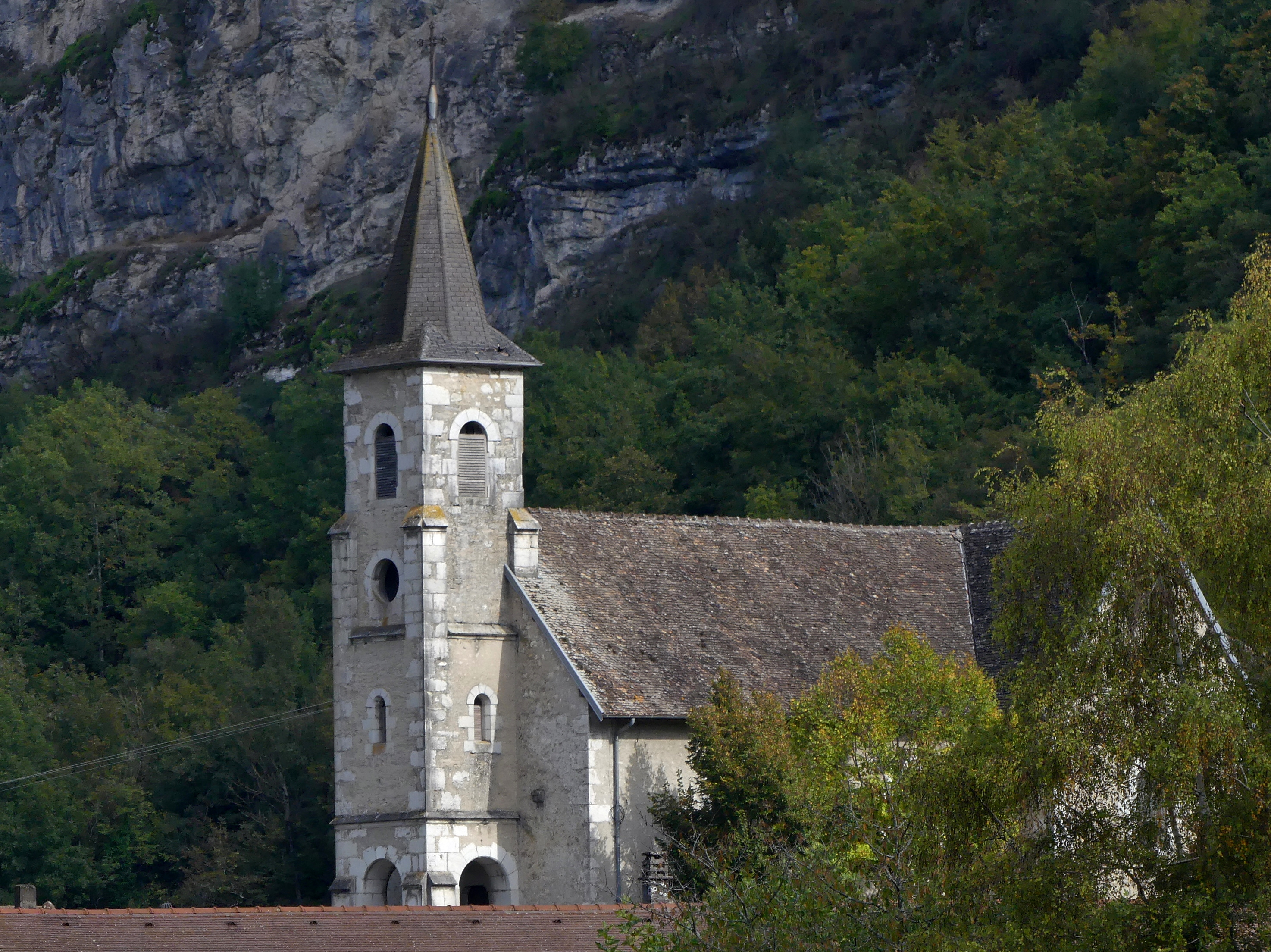
Église Sainte-Appolonie.

La proximité du canal, avec une écluse et un port de plaisance, ainsi que la situation géographique attirent plus de 150 000 touristes à Chanaz chaque année.
Le port de plaisance de Chanaz a une capacité de 115 anneaux. Le hameau de Portout dispose également d'un port, plus petit.
- Le moulin de Chanaz

Édifié en 1868 sur les hauteurs du village et mis en mouvement par l'eau d'un canal (le Biez), il fut abandonné en 1960, puis restauré dans les années 1990 à l'initiative de la municipalité et avec le concours des élèves du lycée technique Monge de Chambéry et de la section "Savoie" de l'association des amis des moulins savoyards . Depuis lors, il a retrouvé la fonction qui fut la sienne dans les années 1950 : le pressage de noix et noisettes pour la fabrication d'huiles. Cet artisanat d'exception (ne subsiste aujourd'hui qu'une dizaine de pressoirs à huile de noix traditionnels en France), couplé à la dimension historique du lieu, en font un emblème du patrimoine savoyard.
- Site antique de Portout Chanaz et le Musée gallo-romain

Portout comporte également un site archéologique de poterie datant du Ve siècle de notre ère. Des fouilles y ont été effectuées entre 1976 et 1987. La chapelle gothique  Notre-Dame-de-Miséricorde , dans le village, abrite le Musée gallo-romain  comportant des réalisations de l'époque (amphores, bijoux, monnaies, etc.).
- Maison forte de Chanaz ou Grande Maison de Boigne.

L'ancienne maison forte de Chanaz dite « Grande Maison de Boigne » est une ancienne maison forte, du XIIIe, remaniée au XVIIe siècle. Elle se dresse au cœur du bourg, face au canal de Savières, et abrite aujourd'hui les services de la mairie de la commune. La maison forte fut au Moyen Âge le siège de la seigneurie de Chanaz, élevée en marquisat. Elle doit son nom de « Maison de Boigne » en raison du nom de son ancien propriétaire le comte de Boigne.
La maison de Boigne, les façades et les toitures, la terrasse, le four à pain, l'escalier intérieur à volées droites, les trois cheminées, fait l’objet d’une inscription partielle au titre des monuments historiques depuis le 22 août 1980,.
- Ancien relais de poste, aujourd'hui la brulerie de Chanaz.

De nouvelles chambres d'hôtes ont ouvert le 1er avril 2012 dans l'ancien relais de poste du XVIIIe siècle, situé dans le centre du village le long du canal de Savière : Le Doux Nid.
- L'église Sainte-Appolonie de Chanaz, du XIVe siècle puis remaniée au XVIIIe siècle et XIXe siècle.

Autres lieux
La mairie a créé des chalets sur pilotis, appelés « Ilôts » avec un port de 48 anneaux réservés aux bateaux électriques, le  tout dans le respect écologique. Le projet a été déclaré d'utilité publique le 5 avril 2007 et un permis de construire a été délivré le 15 mai 2007.

### Patrimoine naturel
- Le Haut-Rhône de la Chautagne aux chutes de Virignin, ZNIEFF de type I, Classée Zone de Protection Spéciale, Natura 2000.
- Côtes du Rhône.
- Bois de Sindon.
- Marais de Bange.
- Marais de Chautagne et mollard de Chatillon.

### Espaces verts et fleurissement
En 2014, la commune obtient le niveau « deux fleurs » au concours des villes et villages fleuris.

### Personnalités liées à la commune

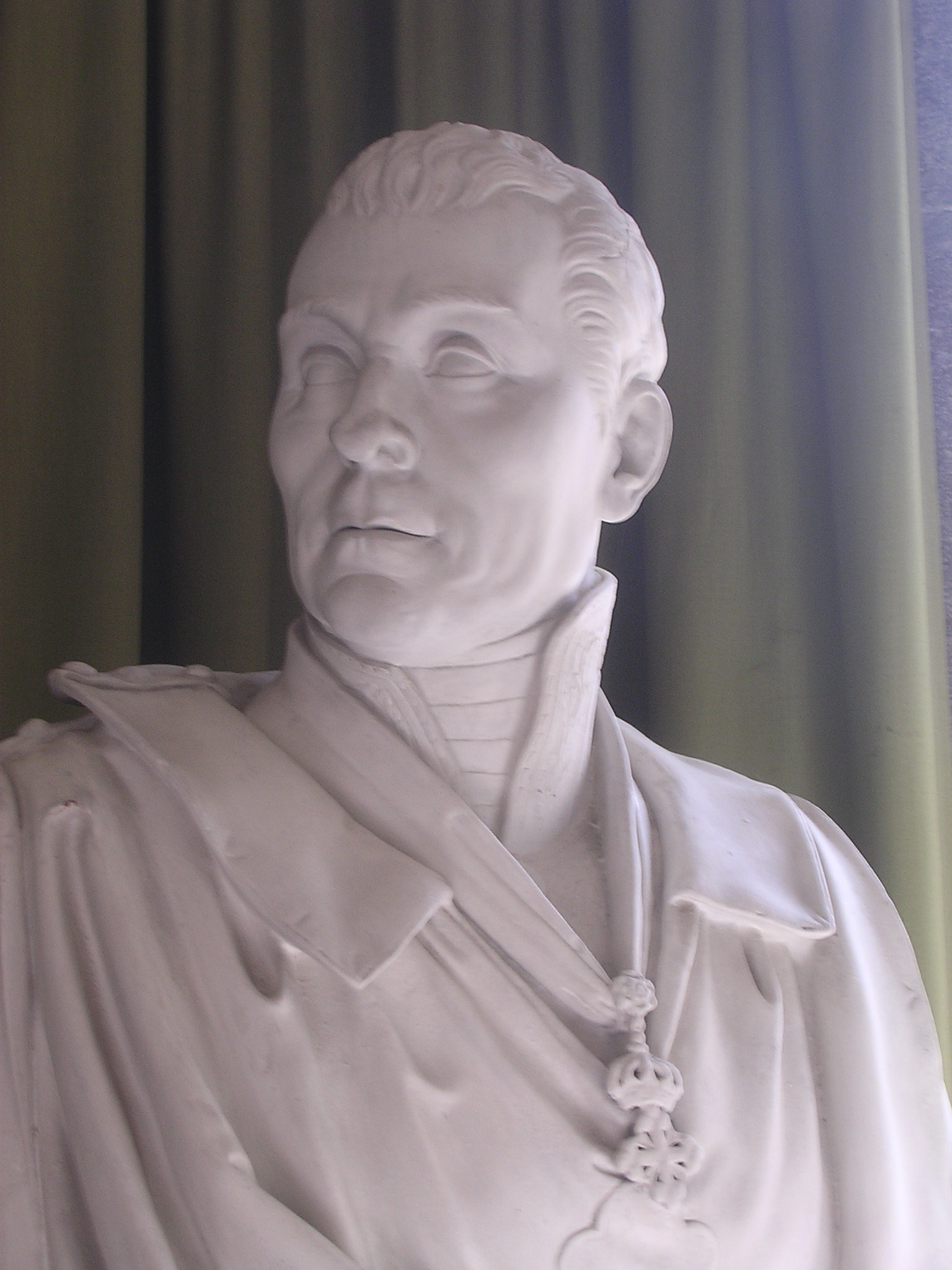
Benoît de Boigne.

- Benoît de Boigne (°1751-†1830), militaire, il fut président du conseil général du département du Mont-Blanc et comte. Il posséda une propriété sur la commune de Chanaz dont l'actuel bâtiment appelé Maison de Boigne et qui fait office de mairie.

#### Fonds d'archives
- Série : Comptes des châtellenies (1296-1348, puis 1348-1571). Fonds : Comptes de châtellenie et de subsides; Cote : SA 10516-10551, SA 10552-10639. Chambéry : Archives départementales de la Savoie (présentation en ligne).« Chanaz et Yenne »
- Série : Comptes des châtellenies (XIIIe siècle-XVIe siècle). Fonds : Inventaire-Index des comptes de châtellenie et de subsides; Cote : SA. Chambéry : Archives départementales de la Savoie (présentation en ligne).p. 181-192, « Chanaz et Yenne »
- Groupe de Chambéry (animé par Christian Guilleré) et Groupe de Lyon (animé par Jean-Louis Gaulin), « Comptes de châtellenies savoyardes », sur castellanie.net : « Recherche multicritères : « Chanaz » (1 rouleau). »